# Institut indien de recherche vétérinaire
L'Institut indien de recherche vétérinaire  (en (hindi : भारतीय पशु अनुशंधान संरशान) est un organisme de recherche vétérinaire dont le siège est situé à Bareli  dans l’État d’Uttar Pradesh. C'est un établissement indien reconnu comme université.